# Michel Frutschi
Michel Frutschi (Ginevra, 6 gennaio 1953 – Le Mans, 3 aprile 1983) è stato un pilota motociclistico svizzero.
È l'unico pilota svizzero ad aver ottenuto una vittoria nella classe 500 del motomondiale.

## Carriera
La sua carriera nel mondo del motociclismo si è dapprima indirizzata alle competizioni del Campionato mondiale Endurance dove ha gareggiato spesso in coppia con il pilota francese Jean-François Baldé utilizzando motociclette Kawasaki.
Ha corso nel motomondiale del 1977 e in quello del 1979 in classe 350, nel 1978 nella Formula 750 e dal 1980 al 1983 in 500; ha utilizzato motociclette di varie case: Yamaha, Sanvenero e Honda.
Nel 1983, nel Gran Premio di Francia, cadde rovinosamente, morendo la sera stessa.
Durante la carriera quali migliori risultati ha ottenuto una vittoria (in Francia nel 1982, peraltro in una gara boicottata da un numero rilevante di piloti a causa della pericolosità del circuito di Nogaro; la cosa porterà al trasferimento del GP di Francia a Le Mans dove Frutschi troverà la morte l'anno seguente) e due terzi posti; il suo miglior piazzamento nella classifica finale è il 5º posto ottenuto nel 1979 in 350.

## Risultati nel motomondiale

### Classe 250
| 1977 | Classe | Moto   |   |    |    |    |    |     |   |    |   |   |     |   |    |  | Punti | Pos. |
| ---- | ------ | ------ | - | -- | -- | -- | -- | --- | - | -- | - | - | --- | - | -- |  | ----- | ---- |
| 1977 | 250    | Yamaha | - | NE | 11 | 13 | 15 | Rit | - | 18 | - | - | Rit | - | 12 |  | 0     |      |

| Legenda | 1º posto        | 2º posto            | 3º posto            | A punti      | Senza punti        | Grassetto – Pole position Corsivo – Giro più veloce |
| Legenda | Gara non valida | Non qual./Non part. | Ritirato/Non class. | Squalificato | '-' Dato non disp. | Grassetto – Pole position Corsivo – Giro più veloce |

### Classe 350
| 1977 | Classe | Moto   |   |    |   |    |     |     |   |   |    |   |    |   |   |  | Punti | Pos. |
| ---- | ------ | ------ | - | -- | - | -- | --- | --- | - | - | -- | - | -- | - | - |  | ----- | ---- |
| 1977 | 350    | Yamaha | - | AN | - | 11 | Rit | Rit | - | - | NE | - | 11 | - | 7 |  | 4     | 29º  |

| 1978 | Classe | Moto   |   |    |    |    |   |   |    |    |    |     |   |   |   |  | Punti | Pos. |
| ---- | ------ | ------ | - | -- | -- | -- | - | - | -- | -- | -- | --- | - | - | - |  | ----- | ---- |
| 1978 | 350    | Yamaha | - | NE | 15 | 16 | - | - | NE | 15 | 12 | Rit | - | - | - |  | 0     |      |

| 1979 | Classe | Moto   |   |   |   |    |   |   |   |    |    |   |   |   |     |  | Punti | Pos. |
| ---- | ------ | ------ | - | - | - | -- | - | - | - | -- | -- | - | - | - | --- |  | ----- | ---- |
| 1979 | 350    | Yamaha | - | 4 | 3 | NQ | 3 | 8 | 5 | NE | NE | - | 4 | 9 | Rit |  | 47    | 5º   |

| Legenda | 1º posto        | 2º posto            | 3º posto            | A punti      | Senza punti        | Grassetto – Pole position Corsivo – Giro più veloce |
| Legenda | Gara non valida | Non qual./Non part. | Ritirato/Non class. | Squalificato | '-' Dato non disp. | Grassetto – Pole position Corsivo – Giro più veloce |

### Classe 500
| 1978 | Classe | Moto |  |  |  |  |  |  |  |  |  |  |     |    |    |  | Punti | Pos. |
| ---- | ------ | ---- |  |  |  |  |  |  |  |  |  |  | --- | -- | -- |  | ----- | ---- |
| 1978 | 500    |      |  |  |  |  |  |  |  |  |  |  | Rit | NE | NE |  | 0     |      |

| 1980 | Classe | Moto   |     |   |    |    |     |  |    |     |    |     |  |  |  |  | Punti | Pos. |
| ---- | ------ | ------ | --- | - | -- | -- | --- |  | -- | --- | -- | --- |  |  |  |  | ----- | ---- |
| 1980 | 500    | Yamaha | Rit | 9 | 22 | NE | Rit |  | 18 | Rit | NE | Rit |  |  |  |  | 2     | 20º  |

| 1981 | Classe | Moto   |    |     |   |  |  |    |  |    |    |    |     |    |     |    | Punti | Pos. |
| ---- | ------ | ------ | -- | --- | - |  |  | -- |  | -- | -- | -- | --- | -- | --- | -- | ----- | ---- |
| 1981 | 500    | Yamaha | NE | Rit | 5 |  |  | NE |  | 16 | 23 | 16 | Rit | 11 | Rit | NE | 6     | 17º  |

| 1982 | Classe | Moto      |    |     |   |     |     |    |   |     |  |    |    |    |     |    | Punti | Pos. |
| ---- | ------ | --------- | -- | --- | - | --- | --- | -- | - | --- |  | -- | -- | -- | --- | -- | ----- | ---- |
| 1982 | 500    | Sanvenero | 16 | Rit | 1 | Rit | Rit | 19 | 9 | Rit |  | 12 | NE | NE | Rit | 11 | 17    | 14º  |

| 1983 | Classe | Moto  |     |     |  |  |  |  |  |  |  |  |  |  |  |  | Punti | Pos. |
| ---- | ------ | ----- | --- | --- |  |  |  |  |  |  |  |  |  |  |  |  | ----- | ---- |
| 1983 | 500    | Honda | Rit | Rit |  |  |  |  |  |  |  |  |  |  |  |  | 0     |      |

| Legenda | 1º posto        | 2º posto            | 3º posto            | A punti      | Senza punti        | Grassetto – Pole position Corsivo – Giro più veloce |
| Legenda | Gara non valida | Non qual./Non part. | Ritirato/Non class. | Squalificato | '-' Dato non disp. | Grassetto – Pole position Corsivo – Giro più veloce |